# Parzęczew
Parzęczew – miasto w Polsce położone w województwie łódzkim, w powiecie zgierskim, siedziba miejsko-wiejskiej gminy Parzęczew.
Parzęczew uzyskał lokację miejską w 1421 roku. Został pozbawiony praw miejskich 31 maja 1870 i włączony do gminy Piaskowice w powiecie łęczyckim. W latach 1870–1953 w gminie Piaskowice, 1953–1954 siedziba gminy Parzęczew, 1954–1972 gromady Parzęczew, a od 1973 reaktywowanej gminy Parzęczew. W latach 1975–1998 należał administracyjnie do ówczesnego województwa łódzkiego, od 1999 w powiecie zgierskim. 1 stycznia 2024 odzyskał status miasta.

## Historia

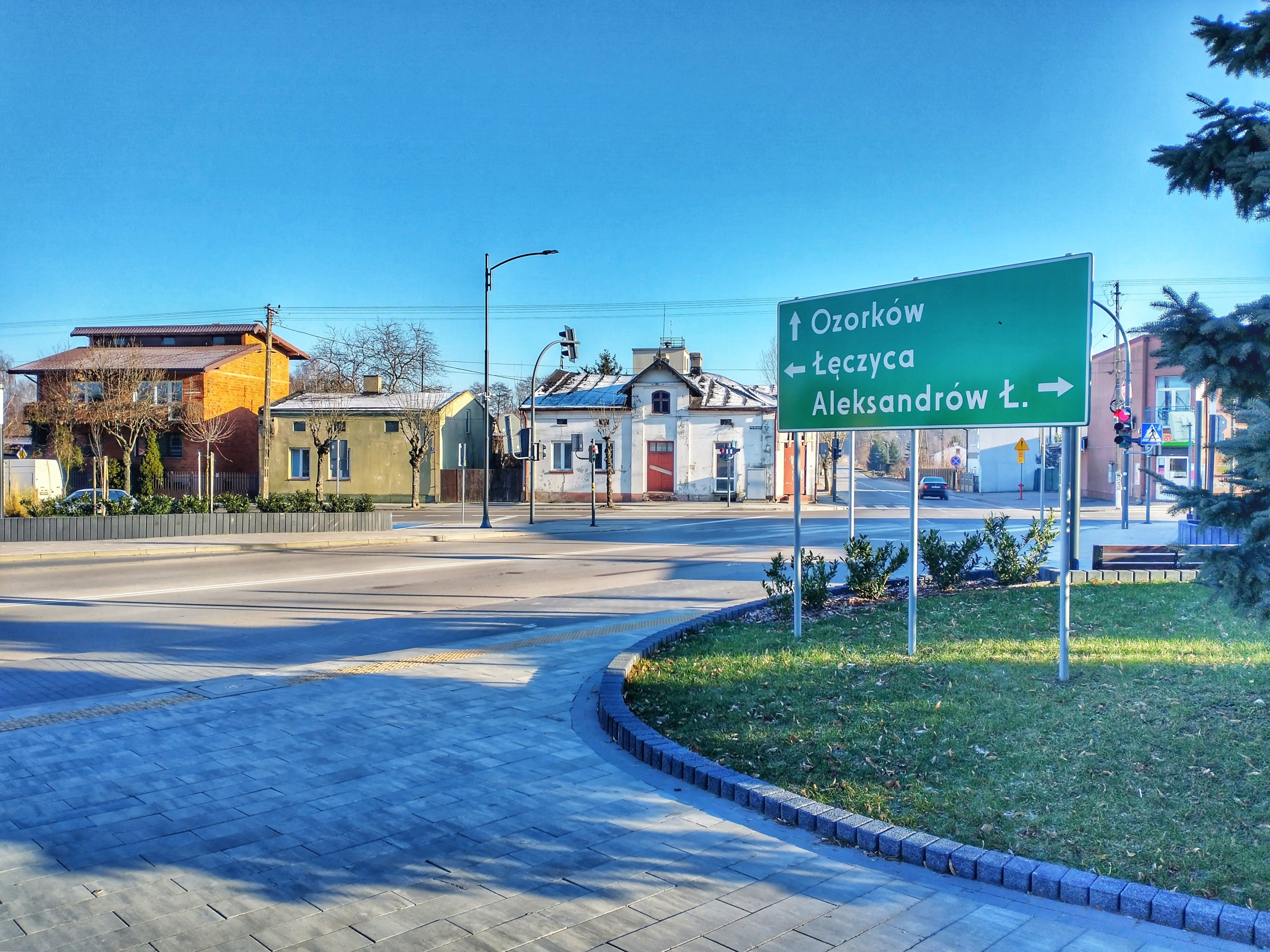
Fragment rynku

Parzęczew to pierwotnie wieś książęca, nad strumieniem zwanym Gnidą, która została założona przez rodzinę Pomianów przybyłą z Wielkopolski. Pierwsza wzmianka o Parzęczewie pochodzi z 1385 roku. W 1421 r. Parzęczew otrzymał prawa miejskie na mocy przywileju wydanego przez Władysława Jagiełłę, jako miasto prywatne Wojciecha Parzęczewskiego, łowczego łęczyckiego. Mimo wielokrotnego potwierdzania przywilejów przez kolejnych monarchów położone peryferyjnie miasto nie rozwinęło się w większy ośrodek, prawdopodobnie nigdy nie przekraczając liczby 1000 mieszkańców (w spisie z grudnia 1820 roku burmistrz Wasikiewicz podaje, że Parzęczew w 98 domach drewnianych i 1 murowanym zamieszkiwało 521 chrześcijan, 457 żydów i 21 obywateli innych wyznań). Prawa miejskie zostały Parzęczewowi odebrane w 1870 r. na mocy carskiej reformy administracyjnej.
W 1939 Niemcy wcielili Parzęczew do Rzeszy. Rządy nazistowskie w l. 1939–1945 przyniosły wymordowanie społeczności żydowskiej, tradycyjnie stanowiącej istotną część ludności Parzęczewa, hitlerowcy zniszczyli także drewnianą synagogę z XVIII wieku. W 1943 nazwę miejscowości zmieniono na Parnstädt. Wojska radzieckie zajęły Parzęczew 19 stycznia 1945.
W latach 1975–1998 miejscowość położona była w ówczesnym województwie łódzkim.
Parzęczew zachował do dziś zręby miejskiego układu przestrzennego z obszernym, prostokątnym rynkiem, w centrum którego znajduje się kościół ufundowany na samym początku XIX wieku przez rodzinę Stokowskich, i małomiasteczkową zabudową wokół.

## Zabytki
Według rejestru zabytków NID na listę zabytków wpisane są obiekty:
- kościół parafialny pw. Wniebowzięcia NMP, 1804-10, nr rej.: 510-V-38 z 13.01.1950

Kościół wybudowano w latach 1804-10, w 1878 roku został przebudowany, przy czym rozszerzono go, ozdobiono oraz zbudowano z drzewa strzelistą i lekką wieżę, która jest widoczna już z daleka przed wjazdem do Parzęczewa. Ściany kościoła przyozdobione są polichromią namalowaną przez ucznia Jana Matejki – Aleksandra Przewalskiego – na przełomie XIX i XX stulecia. Centralne miejsce w wystroju świątyni zajmuje Golgota – monumentalne malowidło, niemające sobie równych nie tylko w najbliższej okolicy, ale i w całej Łódzkiej Archidiecezji. Autorem tego arcydzieła jest malarz z Petersburga – Wincenty Łukasiewicz.
- kościół cmentarny pw. św. Rocha, drewniany, 1 poł. XVII w., nr rej.: A/525 z 8.08.1967

Kościół pw. św. Rocha, modrzewiowy, kryty gontem, jest położony na cmentarzu rzymskokatolickim.
- młyn motorowy z przełomu XIX/XX w.

## Galeria zabytków

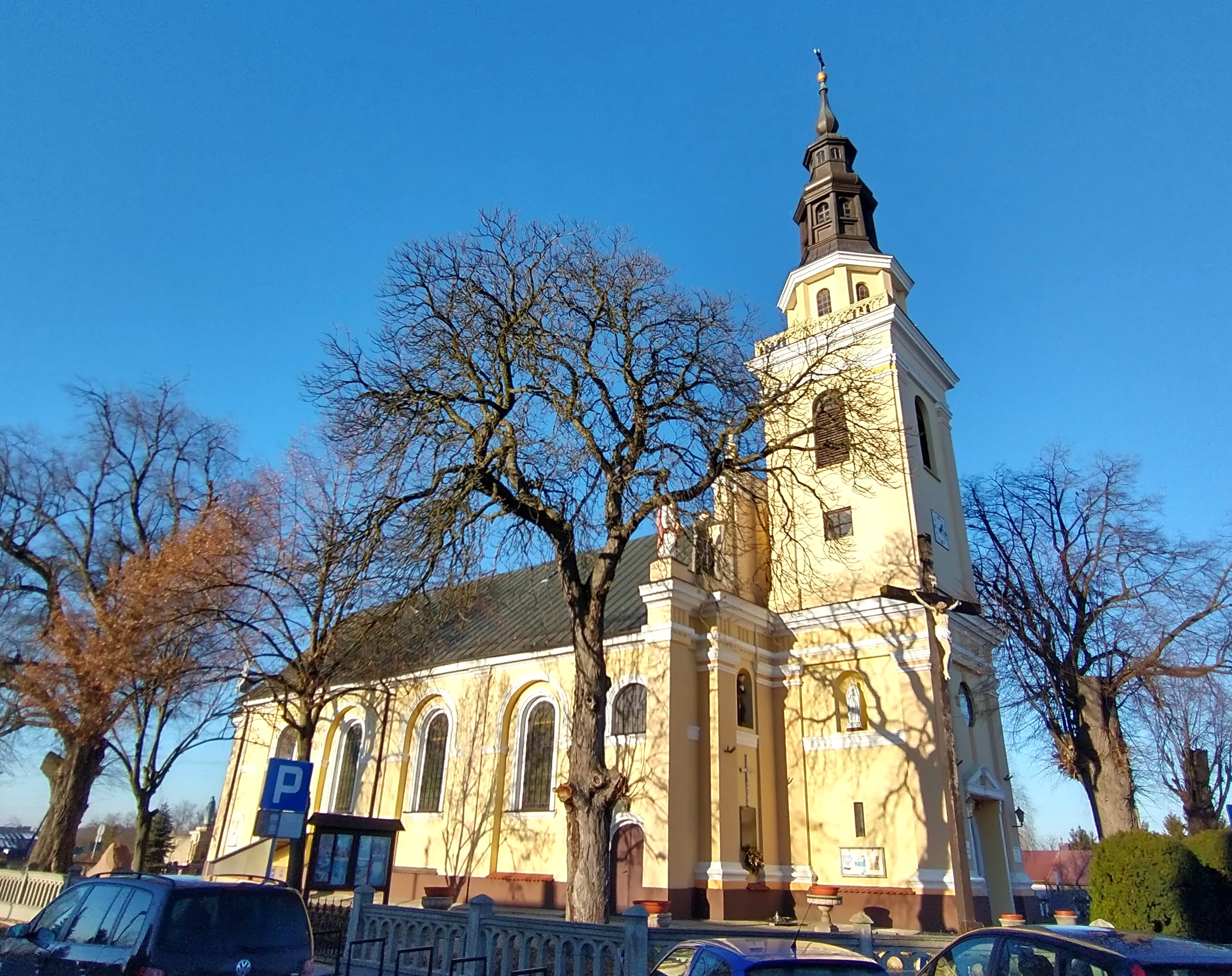
Kościół parafialny
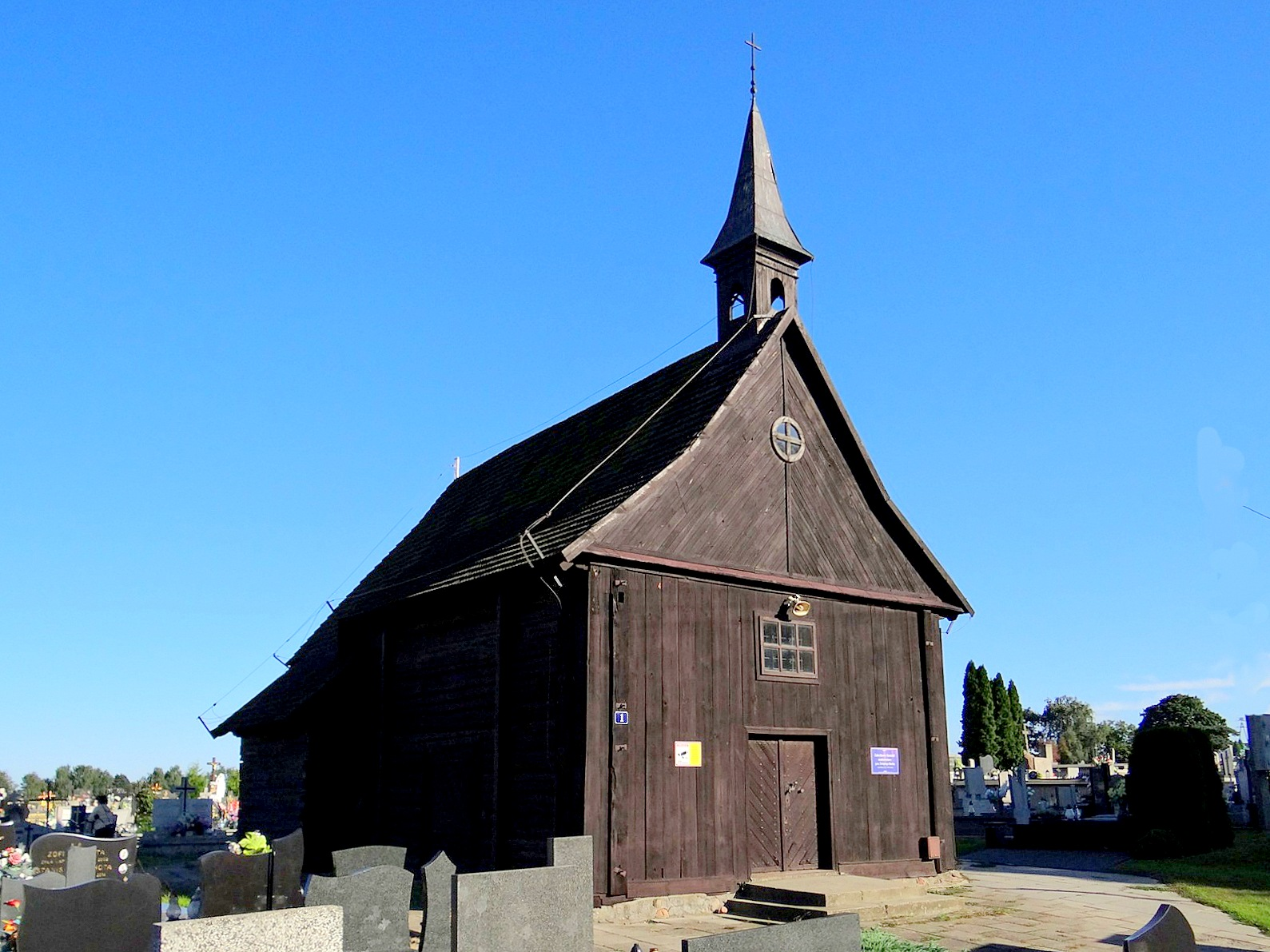
Kościół św. Rocha
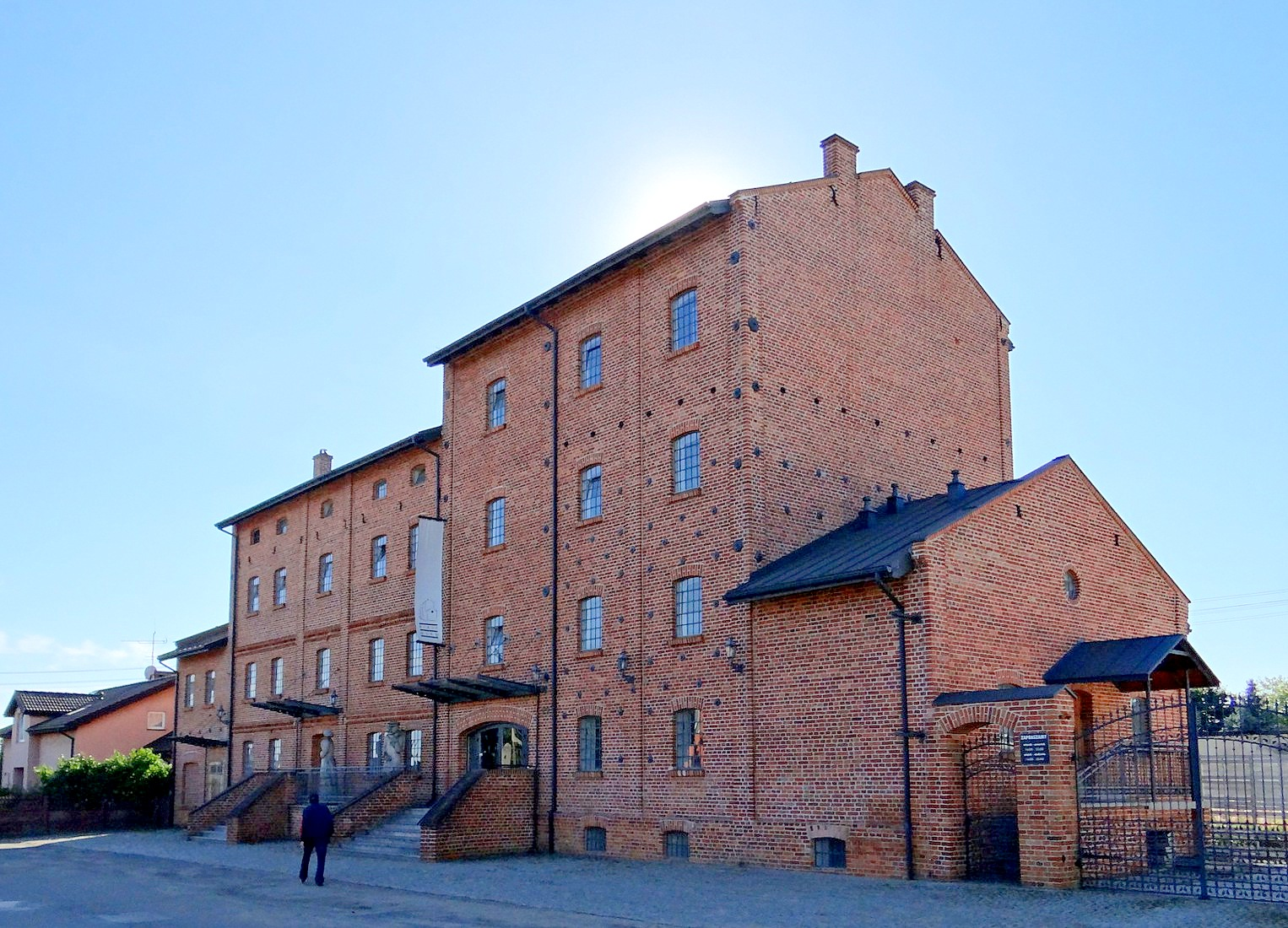
Zabytkowy młyn

## Współczesność
Miejscowość jest siedzibą gminy Parzęczew. W Parzęczewie rozwijają się takie dyscypliny sportowe jak piłka nożna (Orzeł Parzęczew – klasa okręgowa).
Do roku 2008, zawsze w ostatnią niedzielę sierpnia podczas dożynek, w Parzęczewie odbywał się półmaraton „Puchatka” wyróżniany przez portal maratonypolskie.pl w głosowaniu biegaczy w 2005 i 2007 roku.
 przez miejscowość biegnie trasa Łódzkiej Magistrali Rowerowej (ukł. N-S)
Inne miejscowości o podobnej nazwie: Parzęczew (wieś w województwie wielkopolskim), Parzęczewo.